# Cedar Lake (Indiana)
Pour les articles homonymes, voir Cedar Lake.
Cedar Lake est une municipalité américaine située dans le comté de Lake en Indiana. Lors du recensement de 2010, sa population est de 11 560 habitants.

## Géographie
Cedar Lake se situe dans le nord-ouest de l'Indiana et fait partie de l'aire métropolitaine de Chicago.
Selon le Bureau du recensement des États-Unis, municipalité s'étend sur 9,61 milles carrés (24,89 km2) dont 1,39 mille carré (3,6 km2) d'étendues d'eau. Elle accueille le lac Cedar (en anglais : Cedar Lake, autrefois appelé Lake of the Red Cedars (« le lac des cèdres rouges »), formé durant la glaciation du Wisconsin. D'une superficie de 787 acres (318 ha), il s'agit d'un des plus grands lacs naturels de l'État.

## Histoire
Avant l'arrivée des européens, la région est habitée par des Amérindiens, notamment Potéouatamis. Dans les années 1870, plusieurs bourgs sont créés autour du lac : Armour Town, Fairport ou encore West Point. Le bureau de poste de Cedar Lake ouvre en 1870 à West Point.
Le Monon Railroad atteint la rive ouest du lac en 1882. Elle devient alors un important lieu de villégiature pour les habitants de Chicago et le lac compte plus de 50 hôtels à la fin du siècle. Outre le tourisme, l'économie locale repose également sur le commerce de la glace. En raison de la Grande Dépression, certains estivants doivent vendre leur appartement en ville et s'installent définitivement à Cedar Lake mais il devient difficile d'attirer des touristes.
Dans les années 1940, Cedar Lake a perdu en popularité en raison du développement des transports. Ses hôtels sont peu à peu détruits et la ville devient une cité-dortoir de l'agglomération de Chicago.
Cedar Lake compte deux monuments inscrits au Registre national des lieux historiques :
- le pavillon de danse du parc Monon, construit en 1897, qui est le dernier vestige des bâtiments construits par la société de chemin de fer[6] ;
- l'hôtel Lassen, une ancienne usine construite dans les années 1890 par les frères Armour et déplacée sur la rive est du lac en 1920 par la famille Lassen pour en faire un hôtel. Il s'agit du dernier hôtel datant de l'âge d'or de Cedar Lake[5]. Il accueille aujourd'hui le musée local (Lake of the Red Cedars Museum)[4].

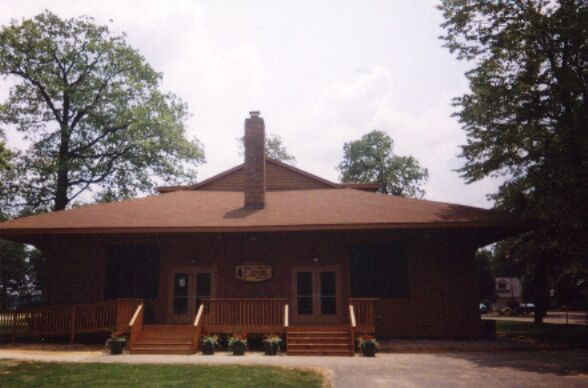
Le pavillon de Monon Park
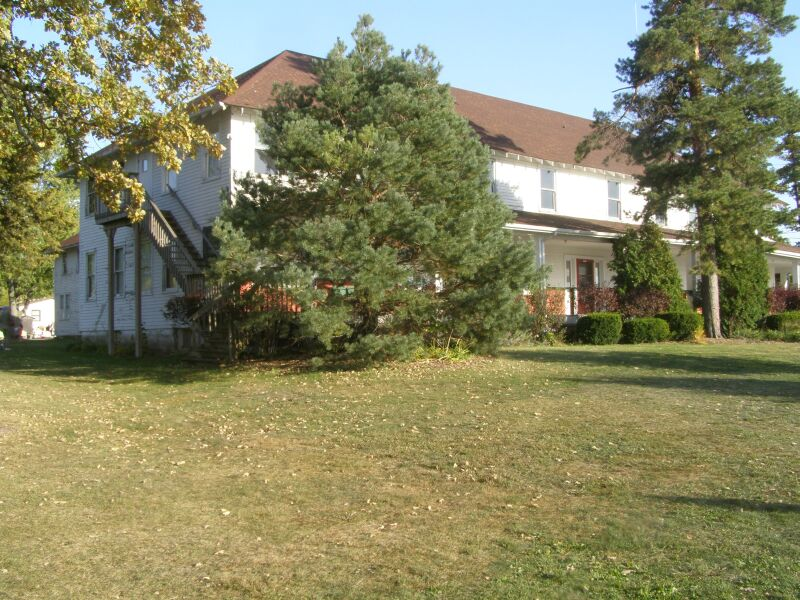
L'hôtel Lassen

## Démographie
La population de Cedar Lake est estimée à 12 470 habitants au 1er juillet 2017.
| Groupe                           | Cedar Lake (2016) | Indiana (2017) | États-Unis (2017) |
| -------------------------------- | ----------------- | -------------- | ----------------- |
| Blancs                           | 92,7              | 85,4           | 76,6              |
| Métis                            | 3,2               | 2,1            | 2,7               |
| Asiatiques                       | 0,4               | 2,4            | 5,8               |
| Afro-Américains                  | 0,3               | 9,7            | 13,4              |
| Amérindiens                      | 0,2               | 0,4            | 1,3               |
|                                  |                   |                |                   |
| Hispaniques et Latino-Américains | 6,2               | 7,0            | 18,1              |

Le revenu par habitant était en moyenne de 26 791 dollars par an entre 2012 et 2016, supérieur à la moyenne de l'Indiana (26 117 dollars) mais en dessous de la moyenne nationale (29 829 dollars), malgré un revenu médian par foyer supérieur (63 107 dollars contre 55 322)). Sur cette même période, 11 % des habitants de Cedar Lake vivaient sous le seuil de pauvreté (contre 14,1 % dans l'État et 12,7 % à l'échelle des États-Unis).